# Erik Eriksen (fodboldspiller)
 For alternative betydninger, se Erik Eriksen (flertydig). (Se også artikler, som begynder med Erik Eriksen)
Erik Alfred Eriksen (28. februar 1904 på Frederiksberg i København-8. januar 1982 i Vanløse i København ) var en dansk fodboldspiller.
Eriksen spillede på KB’s hold som han vandt det danske mesterskab 1925 og 1932.
Han spillede i juni 1929 to landskampe for Danmark. Han debuterede, som spiller nummer 100 på landsholdet, mod på Sverige på Slottskogvallen i Gøteborg og spillede sin anden og sidste landskamp mod Norge ugen efter i Idrætsparken.